# Cud (album)
Cud – czwarty album zespołu Ha-Dwa-O! z Weroniką Korthals jako wokalistką. Album wydany nakładem wytwórni Soliton. Autorką tekstów jest Sonia Neumann.
Z singlem "Cud" promującym płytę zespół zakwalifikował się do piętnastki (spośród 115 zgłoszonych propozycji) Festiwalu Piosenki Polskiej w Opolu – koncert "Premiery" (czerwiec 2005).
Gościnnie na płycie pojawili się Tomasz Zabiegałowski (współautor piosenek: "Meant To Be" i "There's Time") oraz Yarogniew Milewski znany z płyt "Alboom" Liroya czy remiksów "Sax & Sex" Roberta Chojnackiego.
Jako single ukazały się piosenki "Cud" (wiosna 2005), "Ta cicha noc" (grudzień 2005), "Popatrz na mnie" (styczeń 2006), zakwalifikowała się do Krajowych Preselekcji "Eurowizja 2006") oraz "Będziesz sam" (październik 2006).

## Lista utworów
1. "Moje życie"
2. "Czasem"
3. "Cud"
4. "Domek z kart"
5. "Łatwo przyszło, łatwo poszło"
6. "Jak?"
7. "Popatrz na mnie"
8. "Chemia"
9. "Przepraszam za"
10. "Piękna jak anioł"
11. "Będziesz sam"

Bonus Tracks
1. "Feels like heaven"
2. "There's time"
3. "Meant to be"
4. "Alone"
5. "Ta cicha noc"
6. "Ta cëchò noc"